# Plains-Fleckenskunk

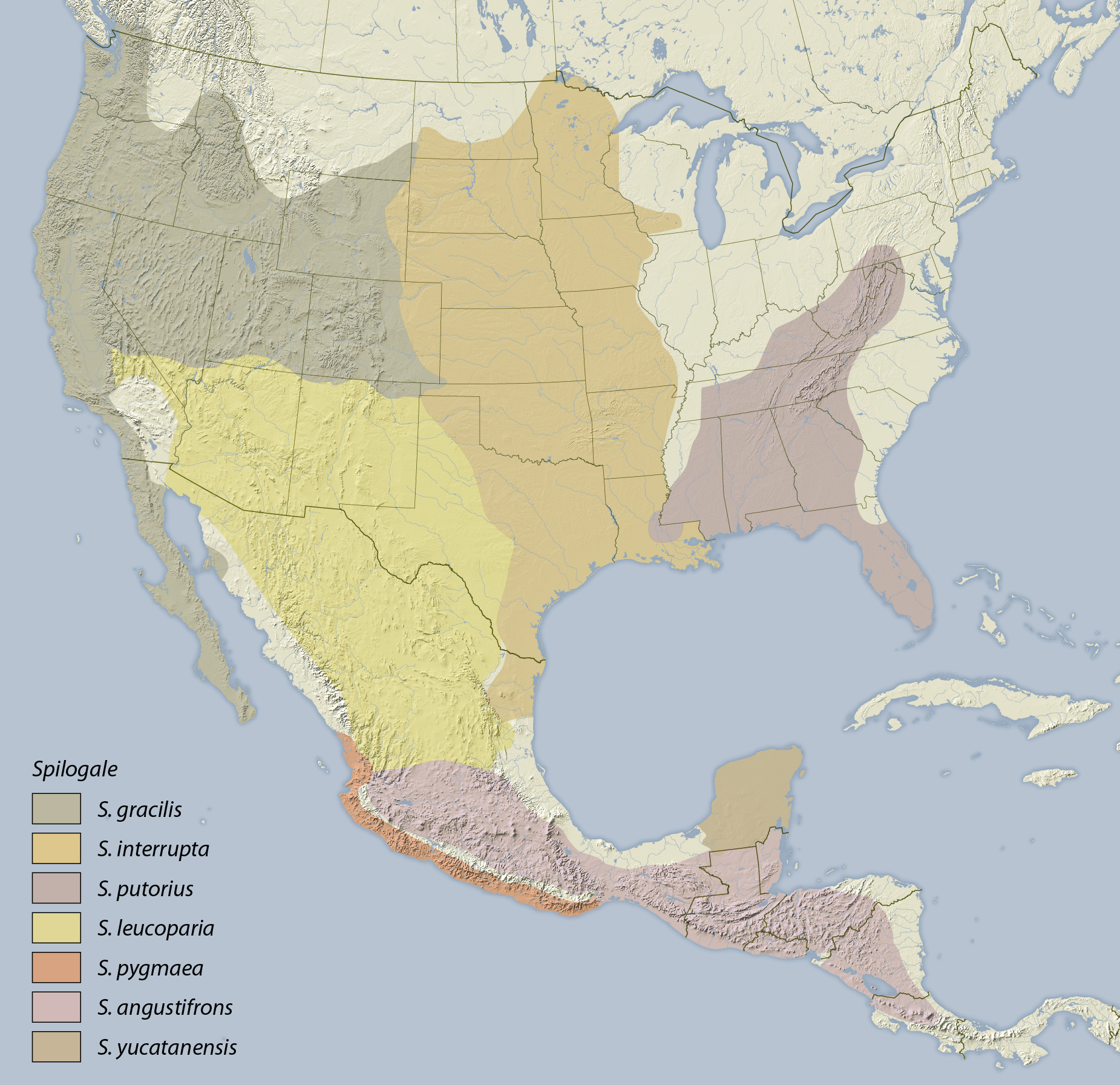
Hellbraun, in der Mitte der USA, das Verbreitungsgebiet von Spilogale interrupta

Der Plains-Fleckenskunk (Spilogale interrupta) ist ein Raubtier in der Gattung Fleckenskunks, das in den mittleren USA westlich des Mississippi vorkommt.

## Verbreitung
Die Art lebt vor allem in den Great Plains aber auch in den Wäldern der Ouachita Mountains und des Ozark-Plateaus sowie in der südlichen feuchten Küstenprärie in Texas und im Westen von Louisiana vorkommt. Im Norden reicht das Verbreitungsgebiet etwas über Minnesota hinaus bis zur kanadischen Waldzone, im Süden bis in den mexikanischen Bundesstaat Tamaulipas und im Westen bis zu den Rocky Mountains.
In den Great Plains kommen die Skunks nicht in der offenen Landschaft, sondern eher in Flussuferwäldern und in Hecken, sowie in verbuschten oder felsigen Regionen vor. Vor der Besiedlung durch weiße Farmer waren die Tiere in den Great Plains recht selten. Da sie durch die errichteten Gebäude und Anpflanzungen in der Nähe der Gebäude aber mehr Deckung erhielten und mit der Hausmaus (Mus musculus) ein zusätzliches, zahlreich vorkommendes Beutetier zur Verfügung stand, wurden sie häufiger.

## Merkmale
Wie alle Fleckenskunks ist der Plains-Fleckenskunk kleiner und viel wieselähnlicher als die Angehörigen der übrigen Skunkgattungen und auffallend schwarz-weiß gemustert. Rafinesque bemerkte in seiner Erstbeschreibung, dass die Tiere auf ihrem dunklen Fell zwei parallele kurze, weiße Streifen auf dem Kopf und acht auf dem Rücken zeigen, wobei die vier auf dem Vorderrücken gleich lang sind und parallel zueinander verlaufen, während die vier auf dem hinteren Rückenabschnitt eher rechteckig sind und winkelig in verschiedene Richtungen weisen.

## Systematik
Der Plains-Fleckenskunk wurde 1820 durch den amerikanischen Universalgelehrten Constantine S. Rafinesque-Schmaltz erstbeschrieben, später aber als Unterart dem Östlichen Fleckenskunk (Spilogale putorius) zugeordnet. Terra typica ist Louisiana. Mitte 2021 wurde das Taxon wieder zu einer eigenständigen Art, nachdem festgestellt wurde das es sich genetisch deutlich vom Östlichen Fleckenskunk abgrenzen lässt, wobei der Mississippi den Genfluss zwischen den beiden Arten verhindert hat.